# Xian de Debao
Le xian de Debao (德保县 ; pinyin : Débǎo Xiàn; zhuang: Dwzbauj Yen) est un district administratif de la région autonome du Guangxi en Chine. Il est placé sous la juridiction de la ville-préfecture de Baise.

## Démographie
La population du district était de 350 800 habitants en 2010,dont 97.82 % de Zhuang, groupe ethnique principalement concentré dans cette région.